# Plac Jana Pawła II w Olsztynie
Plac Jana Pawła II – plac, w kształcie prostokąta, zlokalizowany w Śródmieściu Olsztyna, przy skrzyżowaniu ulic 1 Maja, Pieniężnego, 11 Listopada oraz alei Piłsudskiego.
Przy placu znajduje się zabytkowy, wybudowany w latach 1912 – 1915, ratusz, będący siedzibą najważniejszych instytucji miasta – Prezydenta oraz Urzędu Miasta.

## Historia
Historia placu sięga XIX wieku, kiedy zaczęto jego budowę. W tamtym czasie, miasto rozwijało się w kierunku wschodnim od Starego Miasta. W 1906 roku, wraz z rozbiórką Kościoła Świętego Krzyża, który znajdował się w miejscu obecnego placu, zaczęto budowę Nowego Ratusza (Stary Ratusz znajdował się przy Rynku Starego Miasta). Budowa trwała od 1912 do 1915 roku, ale ostateczny kształt budowli osiągnięto w latach 20. XX wieku. Wraz z budową Nowego Ratusza ranga placu podniosła się. Po dojściu Adolfa Hitlera do władzy, w 1933 roku, nazwę placu zmieniono na Adolf-Hitler-Platz (plac Adolfa Hitlera).
Podczas II wojny światowej ratusz i sam plac uległy zniszczeniu.

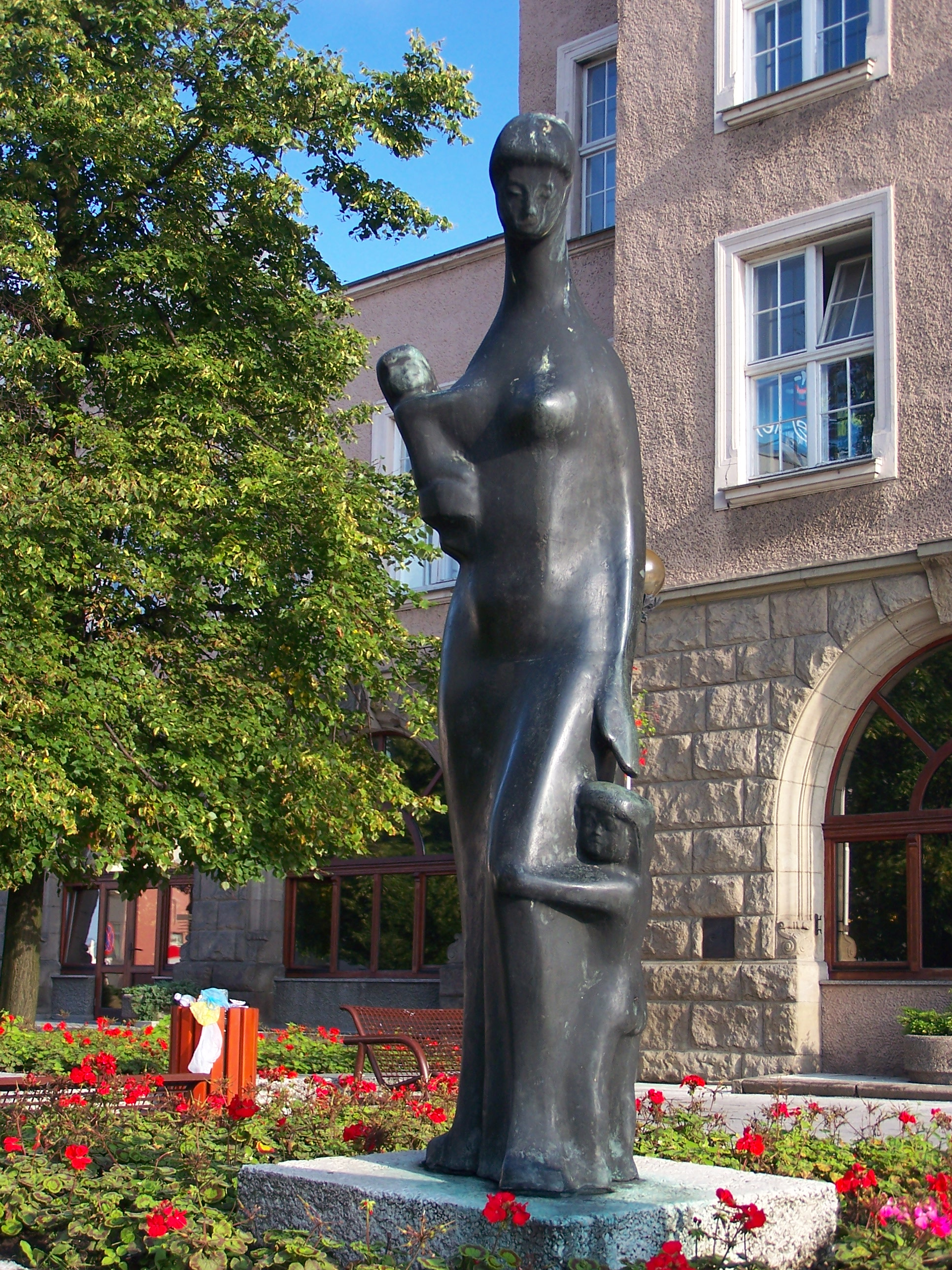
Figura kobiety z dzieckiem przed budynkiem nowego Ratusza w Olsztynie

Po wojnie, nazwę placu zmieniono na plac Wolności. W latach 70. XX wieku ustawiono na nim rzeźbę kobiety z dzieckiem, małą fontannę i doniczki na kwiaty. 17 czerwca 1998 roku uchwałą Rady Miejskiej Miasta Olsztyna, przemianowano plac Wolności na plac Jana Pawła II.

## Zabytki i obiekty
- Ratusz – tzw. Nowy Ratusz
- Urząd Stanu Cywilnego